# Jacobo Zabludovsky

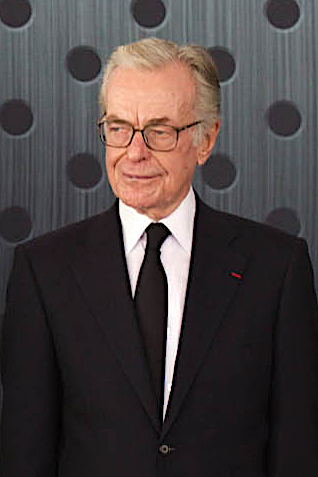
Jacobo Zabludovsky

Jacobo Zabludovsky Kraves (Mexico-Stad, 24 mei 1928 – aldaar, 2 juli 2015) was een Mexicaans journalist, presentator en nieuwslezer.
Zabludovsky komt uit een Joodse familie; zijn broer was de architect Abraham Zabludovsky. Zabludovsky studeerde rechten aan de Nationale Autonome Universiteit van Mexico (UNAM). En begon zijn journalistieke carrière in 1946 bij de radio. In XHTV-TV ging hij werken bij de televisie, en werd Mexico's eerste nieuwslezer. Hij werd in 1955 presentator bij het pas opgerichte Televisa, waar hij decennialang 24 Horas presenteerde, dat het belangrijkste nieuwsprogramma van het land werd.
Zabludovsky was aanwezig bij verschillende belangrijke momenten in de geschiedenis van Latijns-Amerika. Hij was in Havana op het moment dat de revolutionairen van Fidel Castro de macht overnamen, en slaagde erin een aantal revolutionairen per autotelefoon te interviewen. Ook tijdens de catastrofale aardbeving van 1985 in Mexico-Stad deed hij live verslag met behulp van een autotelefoon. Hij heeft verschillende wereldbekende personen geïnterviewd, waaronder Salvador Dalí en María Félix.
Zabludovsky, en eigenlijk de hele Mexicaanse televisie, is vaak bekritiseerd geweest wegens zijn onkritische houding ten opzichte van de Mexicaanse regering. Tijdens de eenpartijdictatuur van de Institutioneel Revolutionaire Partij (PRI) vertolkte hij altijd de visie van de regering. Berucht was vooral zijn opening van het avondjournaal op 2 oktober 1968. Hoewel op die avond 250 demonstranten waren doodgeschoten bij het Bloedbad van Tlatelolco opende hij het nieuws met: "Hoy fue un día soleado." (Vandaag was een zonnige dag). Het monument voor de slachtoffers van Tlatelolco verwijst naar deze gebeurtenis.
In 1998, na teruglopende kijkcijfers en toenemende kritiek, stopte hij met het presenteren van 24 Horas, dat twee jaar later verdween. Tot op hoge leeftijd presenteerde hij desalniettemin nog een aantal televisie- en radioprogramma's.